# پکانیک (نیویورک)
پکانیک (به انگلیسی: Peconic) یک منطقهٔ مسکونی در ایالات متحده آمریکا است که در شهرستان سافک، نیویورک واقع شده‌است. پکانیک ۹٫۱ کیلومتر مربع مساحت و ۶۸۳ نفر جمعیت دارد و ۹ متر بالاتر از سطح دریا واقع شده‌است.